# J.R. Reid
Herman "J.R." Reid, Jr. (Virginia Beach, Virginia; 31 de marzo de 1968) es un exjugador de baloncesto estadounidense que disputó once temporadas de la NBA, además de jugar en la Liga Francesa y en la Liga ACB. Con 2,05 metros de altura, jugaba en la posición de ala-pívot.

## Trayectoria deportiva

### Universidad
Tras haber sido elegido como mejor jugador del McDonald's All-American Team en su etapa de high school, jugó durante tres temporadas con los Tar Heels de la Universidad de North Carolina, siendo elegido en su primera temporada como rookie del año de la ACC, tras promediar 14,7 puntos y 7,4 rebotes por partido. A las órdenes de Dean Smith, se quedó siempre a las puertas de la Final Four de la NCAA. En el total de sus tres temporadas promedió 16,2 puntos y 7,6 rebotes por partido.

### Juegos olímpicos
Fue convocado con la selección de baloncesto de Estados Unidos para disuputar los Juegos Olímpicos de Seúl 1988, donde consiguieron la medalla de bronce.

### Profesional
Fue elegido en la quinta posición del Draft de la NBA de 1989 por Charlotte Hornets, donde en su primera temporada, ya como titular, se ganó el entrar en el 2º Mejor quinteto de rookies, tras promediar 11,1 puntos y 8,4 rebotes por partido. En sus dos siguientes temporadas sus números fueron similares, aunque poco a poco empezó a perder la titularidad, y ya empezada la temporada 1992-93 fue traspasado a San Antonio Spurs a cambio de Sidney Green y dos elecciones en drafts futuros.
En Texas se encontró con menos minutos de juego, con lo que sus estadísticas bajaron en las 3 temporadas que allí permaneció. Mediada la temporada 1995-96, fue traspasado junto a Brad Lohaus a New York Knicks a cambio de Charles Smith y Monty Williams. Tras acabar lo que restaba de temporada en la ciudad de los rascacielos, decidió ir a jugar a la Liga Francesa, concretamente al PSG-Racing, donde lideró al equipo con 17,9 puntos y 8 rebotes por partido, ganando ese año la liga.
Al año siguiente firmó como agente libre de nuevo con Charlotte Hornets, pero apenas contó con minutos de la basura, lo que hizo que a poco de comenzar la temporada siguiente, la 1998-99 fuese traspasado a Los Angeles Lakers junto a B.J. Armstrong y Glen Rice a cambio de Elden Campbell y Eddie Jones. No contó apenas para su entrenador en los Lakers, por lo que al año siguiente firmó de nuevo como agente libre con Milwaukee Bucks, equipo del que fue traspasado a Cleveland Cavaliers junto con Robert Traylor en un acuerdo a tres bandas, por el cual Golden State Warriors recibía a Vinny Del Negro de los Bucks y Bob Sura de Cleveland, mientras que Milwaukee se quedaba con Jason Caffey y Billy Owens de Golden State.
En enero de 2001 fue cortado por los Cavs, por lo que decidió continuar su carrera en Europa, jugando un año en el Strasbourg SIG francés y otro en el Baloncesto León.
En el total de su paso por la NBA promedió 8,5 puntos y 5,0 rebotes por partido.

#### Polémica
Siendo miembro de los Knicks en 1996, Reid fue muy conocido por propinar un codazo intencionado en la cara a A.C. Green, que en ese momento estaba batiendo el récord de la NBA de más partidos disputados seguidos. Green perdió dos dientes, y Reid fue suspendido por dos partidos y condenado a pagar una multa de 10 000 dólares. Green finalmente pudo continuar con su racha de partidos, que se prolongó hasta 2001, jugando 1.192 partidos consecutivos.

## Estadísticas de su carrera en la NBA

### Temporada regular
| Año     | Equipo      | PJ  | PT  | MPP  | %TC  | %3P  | %TL  | RPP | APP | ROB | TPP | PPP  |
| ------- | ----------- | --- | --- | ---- | ---- | ---- | ---- | --- | --- | --- | --- | ---- |
| 1989–90 | Charlotte   | 82  | 82  | 33.6 | .440 | .000 | .664 | 8.4 | 1.2 | 1.1 | 0.7 | 11.1 |
| 1990–91 | Charlotte   | 80  | 80  | 30.8 | .466 | .000 | .703 | 6.3 | 1.1 | 1.1 | 0.6 | 11.3 |
| 1991–92 | Charlotte   | 51  | 7   | 24.6 | .490 | .000 | .705 | 6.2 | 1.6 | 1.0 | 0.5 | 11.0 |
| 1992–93 | Charlotte   | 17  | 1   | 17.4 | .429 | .000 | .741 | 4.1 | 1.4 | 0.6 | 0.3 | 7.5  |
| 1992–93 | San Antonio | 66  | 24  | 24.1 | .485 | .000 | .770 | 5.8 | 0.8 | 0.5 | 0.4 | 9.9  |
| 1993–94 | San Antonio | 70  | 11  | 19.2 | .491 | .000 | .699 | 3.1 | 1.0 | 0.6 | 0.4 | 9.0  |
| 1994–95 | San Antonio | 81  | 37  | 19.3 | .508 | .500 | .687 | 4.9 | 0.7 | 0.7 | 0.4 | 7.0  |
| 1995–96 | San Antonio | 32  | 5   | 20.1 | .439 | .000 | .736 | 3.8 | 0.4 | 0.8 | 0.3 | 6.5  |
| 1995–96 | New York    | 33  | 16  | 20.3 | .550 | .000 | .782 | 4.0 | 0.8 | 0.5 | 0.2 | 6.6  |
| 1997–98 | Charlotte   | 79  | 1   | 14.0 | .459 | .375 | .730 | 2.7 | 0.6 | 0.4 | 0.2 | 4.9  |
| 1998–99 | Charlotte   | 16  | 16  | 34.8 | .521 | .000 | .798 | 7.1 | 1.6 | 1.4 | 0.6 | 15.2 |
| 1998–99 | Los Angeles | 25  | 10  | 18.9 | .407 | .000 | .717 | 4.0 | 0.9 | 0.6 | 0.0 | 5.0  |
| 1999–00 | Milwaukee   | 34  | 7   | 17.7 | .417 | .143 | .768 | 3.4 | 0.5 | 0.6 | 0.1 | 4.4  |
| 2000–01 | Cleveland   | 6   | 0   | 6.5  | .400 | .000 | .750 | 1.3 | 0.2 | 0.3 | 0.2 | 1.7  |
| Total   | Total       | 672 | 297 | 22.9 | .472 | .135 | .716 | 5.0 | 1.0 | 0.8 | 0.4 | 8.5  |

### Playoffs
| Año     | Equipo      | PJ | PT | MPP  | %TC   | %3P  | %TL  | RPP | APP | ROB | TPP | PPP |
| ------- | ----------- | -- | -- | ---- | ----- | ---- | ---- | --- | --- | --- | --- | --- |
| 1992–93 | San Antonio | 10 | 2  | 22.0 | .483  | .000 | .771 | 5.0 | 1.5 | 0.8 | 0.8 | 8.5 |
| 1993–94 | San Antonio | 4  | 0  | 14.0 | .286  | .000 | .600 | 3.0 | 0.8 | 0.3 | 0.5 | 3.8 |
| 1994–95 | San Antonio | 15 | 1  | 13.9 | .492  | .000 | .846 | 2.8 | 0.6 | 0.5 | 0.3 | 6.1 |
| 1995–96 | New York    | 1  | 0  | 7.0  | 1.000 | .000 | .000 | 1.0 | 1.0 | 0.0 | 0.0 | 2.0 |
| 1997–98 | Charlotte   | 9  | 0  | 12.7 | .393  | .000 | .800 | 2.2 | 0.2 | 0.3 | 0.2 | 3.3 |
| 1998–99 | Los Angeles | 8  | 8  | 22.3 | .357  | .000 | .750 | 5.3 | 0.4 | 0.5 | 0.6 | 3.3 |
| Total   | Total       | 47 | 11 | 16.7 | .437  | .000 | .794 | 3.6 | 0.7 | 0.5 | 0.4 | 5.3 |